# BWF Super Series 2009
Die BWF Super Series 2009 waren die dritte Saison der BWF Super Series im Badminton. Die Serie begann mit den Malaysia Open am 6. Januar 2009 und ging mit den China Open am 22. November zu Ende.  Zum Abschluss wurde das BWF Super Series Finale ausgetragen.

## Turnierplan
| Nr. | Offizieller Titel          | Austragungsort                  | Stadt        | Datum         | Datum         | Preisgeld US-Dollar | Bericht |
| Nr. | Offizieller Titel          | Austragungsort                  | Stadt        | Start         | Ende          | Preisgeld US-Dollar | Bericht |
| --- | -------------------------- | ------------------------------- | ------------ | ------------- | ------------- | ------------------- | ------- |
| 1   | Malaysia Super Series      | Stadium Putra                   | Kuala Lumpur | 6. Januar     | 11. Januar    | 200,000             | Bericht |
| 2   | Korea Open Super Series    | SK Olympic Handball Gymnasium   | Seoul        | 13. Januar    | 18. Januar    | 300,000             | Bericht |
| 3   | All England Super Series   | National Indoor Arena           | Birmingham   | 3. März       | 8. März       | 200,000             | Bericht |
| 4   | Swiss Open Super Series    | St. Jakobshalle                 | Basel        | 10. März      | 15. März      | 200,000             | Bericht |
| 5   | Singapur Super Series      | Singapore Indoor Stadium        | Singapur     | 9. Juni       | 14. Juni      | 200,000             | Bericht |
| 6   | Indonesia Super Series     | Gelora-Bung-Karno-Stadion       | Jakarta      | 16. Juni      | 21. Juni      | 250,000             | Bericht |
| 7   | China Masters Super Series | Changzhou Olympic Sports Center | Changzhou    | 15. September | 20. September | 250,000             | Bericht |
| 8   | Japan Super Series         | Tokyo Metropolitan Gymnasium    | Tokio        | 22. September | 27. September | 200,000             | Bericht |
| 9   | Denmark Super Series       | Arena Fyn                       | Odense       | 20. Oktober   | 25. Oktober   | 200,000             | Bericht |
| 10  | French Super Series        | Stade Pierre de Coubertin       | Paris        | 27. Oktober   | 1. November   | 200,000             | Bericht |
| 11  | Hong Kong Super Series     | Queen Elizabeth Stadium         | Hongkong     | 10. November  | 15. November  | 200,000             | Bericht |
| 12  | China Open Super Series    | Yuan Shen Gymnasium             | Shanghai     | 17. November  | 22. November  | 250,000             | Bericht |
| 13  | BWF Super Series Finals    | Johor Bahru City Stadium        | Johor Bahru  | 2. Dezember   | 6. Dezember   | 500,000             | Bericht |

## Sieger
| Veranstaltung              | Herreneinzel  | Dameneinzel    | Herrendoppel                   | Damendoppel                   | Mixed                                             |
| -------------------------- | ------------- | -------------- | ------------------------------ | ----------------------------- | ------------------------------------------------- |
| Malaysia Super Series      | Lee Chong Wei | Tine Rasmussen | Jung Jae-sung Lee Yong-dae     | Lee Hyo-jung Lee Kyung-won    | Nova Widianto Liliyana Natsir                     |
| Korea Open Super Series    | Peter Gade    | Tine Rasmussen | Mathias Boe Carsten Mogensen   | Chien Yu-chin Cheng Wen-hsing | Lee Yong-dae Lee Hyo-jung                         |
| All England Super Series   | Lin Dan       | Wang Yihan     | Cai Yun Fu Haifeng             | Zhang Yawen Zhao Tingting     | He Hanbin Yu Yang                                 |
| Swiss Open Super Series    | Lee Chong Wei | Wang Yihan     | Koo Kien Keat Tan Boon Heong   | Du Jing Yu Yang               | Zheng Bo Ma Jin                                   |
| Singapore Super Series     | Bao Chunlai   | Zhou Mi        | Anthony Clark Nathan Robertson | Zhang Yawen Zhao Tingting     | Zheng Bo Ma Jin                                   |
| Indonesia Super Series     | Lee Chong Wei | Saina Nehwal   | Jung Jae-sung Lee Yong-dae     | Chin Eei Hui Wong Pei Tty     | Zheng Bo Ma Jin                                   |
| China Masters Super Series | Lin Dan       | Wang Shixian   | Guo Zhendong Xu Chen           | Du Jing Yu Yang               | Tao Jiaming Wang Xiaoli                           |
| Japan Super Series         | Bao Chunlai   | Wang Yihan     | Markis Kido Hendra Setiawan    | Ma Jin Wang Xiaoli            | Songphon Anugritayawon Kunchala Voravichitchaikul |
| Denmark Super Series       | Simon Santoso | Tine Rasmussen | Koo Kien Keat Tan Boon Heong   | Pan Pan Zhang Yawen           | Joachim Fischer Nielsen Christinna Pedersen       |
| French Super Series        | Lin Dan       | Wang Yihan     | Markis Kido Hendra Setiawan    | Ma Jin Wang Xiaoli            | Nova Widianto Liliyana Natsir                     |
| Hong Kong Super Series     | Lee Chong Wei | Wang Yihan     | Jung Jae-sung Lee Yong-dae     | Ma Jin Wang Xiaoli            | Robert Mateusiak Nadieżda Kostiuczyk              |
| China Open Super Series    | Lin Dan       | Jiang Yanjiao  | Jung Jae-sung Lee Yong-dae     | Tian Qing Zhang Yawen         | Lee Yong-dae Lee Hyo-jung                         |
| BWF Super Series Finals    | Lee Chong Wei | Wong Mew Choo  | Jung Jae-sung Lee Yong-dae     | Wong Pei Tty Chin Eei Hui     | Joachim Fischer Nielsen Christinna Pedersen       |

### Sieger nach Ländern
| Team                | MAS | KOR | ENG | SUI | SIN | IDN | CHN | JPN | DEN | FRA | HKG | CHN | Finale | Total |
| ------------------- | --- | --- | --- | --- | --- | --- | --- | --- | --- | --- | --- | --- | ------ | ----- |
| China Volksrepublik |     |     | 5   | 3   | 3   | 1   | 5   | 3   | 1   | 3   | 2   | 3   |        | 29    |
| Malaysia            | 1   |     |     | 2   |     | 2   |     |     | 1   |     | 1   |     | 3      | 10    |
| Korea Sud           | 2   | 1   |     |     |     | 1   |     |     |     |     | 1   | 2   | 1      | 8     |
| Danemark            | 1   | 3   |     |     |     |     |     |     | 2   |     |     |     | 1      | 7     |
| Indonesien          | 1   |     |     |     |     |     |     | 1   | 1   | 2   |     |     |        | 5     |
| Taiwan              |     | 1   |     |     |     |     |     |     |     |     |     |     |        | 1     |
| Hongkong            |     |     |     |     | 1   |     |     |     |     |     |     |     |        | 1     |
| England             |     |     |     |     | 1   |     |     |     |     |     |     |     |        | 1     |
| Indien              |     |     |     |     |     | 1   |     |     |     |     |     |     |        | 1     |
| Polen               |     |     |     |     |     |     |     |     |     |     | 1   |     |        | 1     |
| Thailand            |     |     |     |     |     |     |     | 1   |     |     |     |     |        | 1     |